# Fels am Wagram
Fels am Wagram is een gemeente in de Oostenrijkse deelstaat Neder-Oostenrijk, gelegen in het district Tulln (TU). De gemeente heeft ongeveer 2000 inwoners.

## Geografie
Fels am Wagram heeft een oppervlakte van 29,5 km². Het ligt in het noordoosten van het land, ten noordwesten van de hoofdstad Wenen.

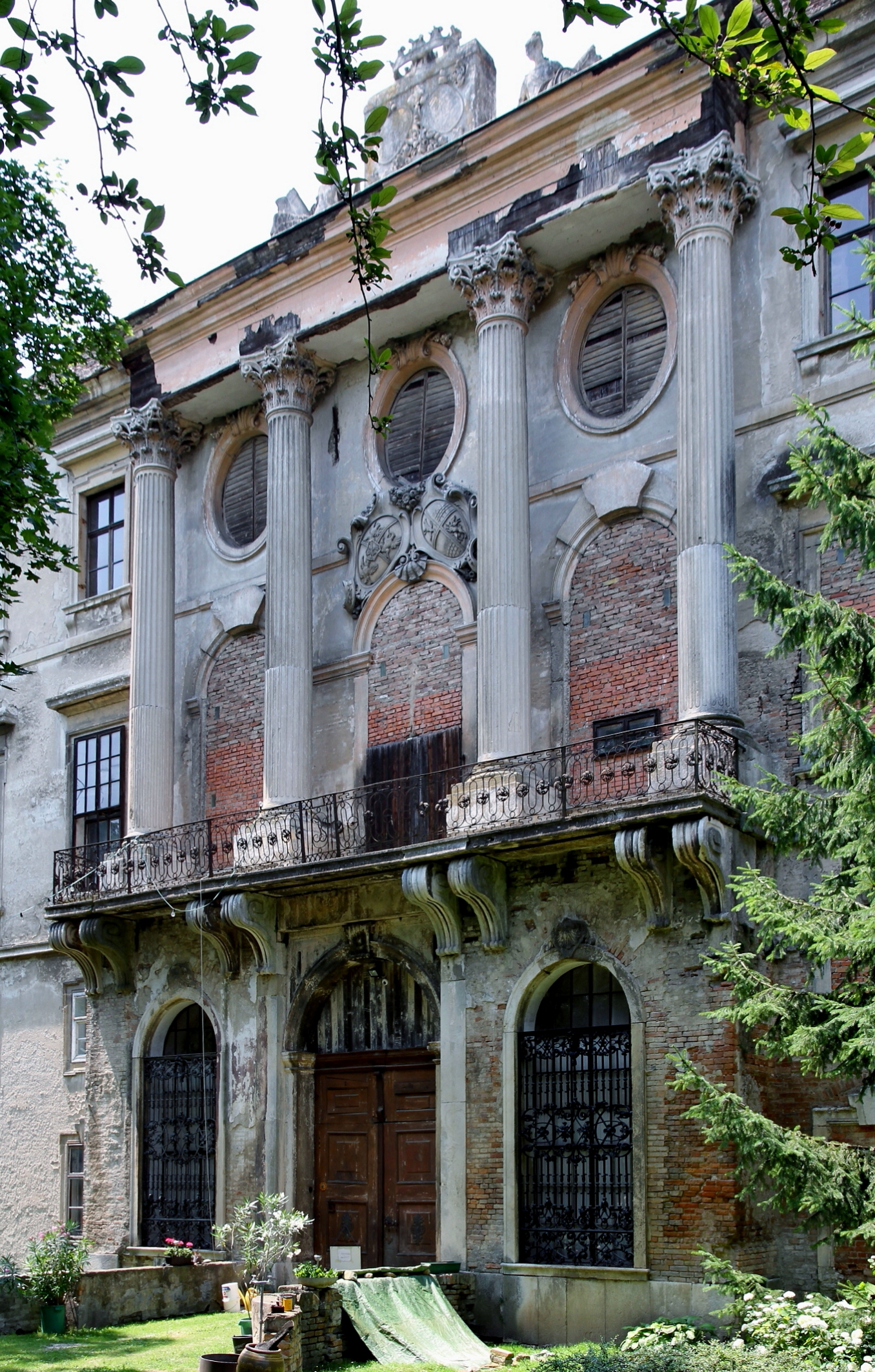
Slot

Absdorf · Atzenbrugg · Fels am Wagram · Grafenwörth · Großriedenthal · Großweikersdorf · Judenau-Baumgarten · Kirchberg am Wagram · Königsbrunn am Wagram · Königstetten · Langenrohr · Michelhausen · Muckendorf-Wipfing · Sieghartskirchen · Sitzenberg-Reidling · Sankt Andrä-Wördern · Tulbing · Tulln an der Donau · Würmla · Zeiselmauer-Wolfpassing · Zwentendorf an der Donau
- Gemeinsame Normdatei: 4436784-3
- Virtual International Authority File: 238108053
- WorldCat: E39PBJB8ryCK7jpTWG6xBY4Qbd